# Fosques intencions
Fosques intencions (originalment en anglès, Don't Wake Mommy) és una pel·lícula de suspens estatunidenca estrenada el 2015, sota la direcció i el guió de Chris Sivertson. Entre el repartiment, compta amb Ashley Bell, Sara Rue, Dean Geyer, Anjali Bhimani, Denise Crosby, RayAnn Marie i Harry Van Gorkum. El 8 de gener de 2022 es va estrenar el doblatge en català a TV3.

## Sinopsi
Quan neix la seva filla Ava, la Molly se sent molt feliç, però també sobrepassada pel cansament i a prop de l'abisme de la depressió postpart. En una web per a mares recents, hi coneix la Beth, en qui troba suport i amistat. Però les coses es començaran a tòrcer i algú començarà a sospitar de la nova amistat de la Molly. Potser aquesta desconeguda no és la seva salvació, sinó un bon problema.